# Hage
Hage è un comune di 5.796 abitanti della Bassa Sassonia, in Germania.
Appartiene al circondario (Landkreis) di Aurich (targa AUR).
Il 1º luglio 1972 ha incorporato il territorio dei dissolti comuni di Berum e Blandorf-Wichte.